# Centro San Pedro
Centro San Pedro es un caserío peruano ubicado en el distrito de Frías, perteneciente a la provincia de Ayabaca del departamento de Piura, al norte del Perú.

## Ubicación
Centro San Pedro se ubica al sur de la provincia de Ayabaca, en el distrito de Frías, en el departamento de Piura.

## Demografía
En 2017 Centro San Pedro tenía una población de 205 habitantes.